# Donjon de Houdan
Donjon de Houdan (Houdan Borgtårn) er et middelalderborgtårn  i den franske commune Houdan i departementet Yvelines. Tårnet er nu vandtårn.

## Historie
Tårnet, som blev opført omkring 1120-1137 af seigneur Amalrik III af Montfort, er den eneste rest af et middelalderslot. Det er et massivt borgtårn lidt vest for byen. Det er cylindrisk med en diameter på 16 meter og 25 m højt. Væggene er i gennemsnit tre meter tykke. I hvert "hjørne" er et tourelle (lille tårn) på 4,8 m i diameter.  
Tårnet blev bygget i tre plan. De indre gulve og taget er ødelagt. Indgangsdøren sad seks meter over jorden og gav engang adgang til mezzaninen. Yderligere fandtes en indgang i et af tourellerne.
Tårnet er aldrig indtaget af fjender.
I 1840 blev tårnet klassificeret som et monument historique. I 1880 blev en vandtank installeret til 200 m3 vand, og siden er tårnet anvendt i vandforsyningen.